# 奧薩卡羅夫區
50°34′12″N 72°34′48″E / 50.57000°N 72.58000°E

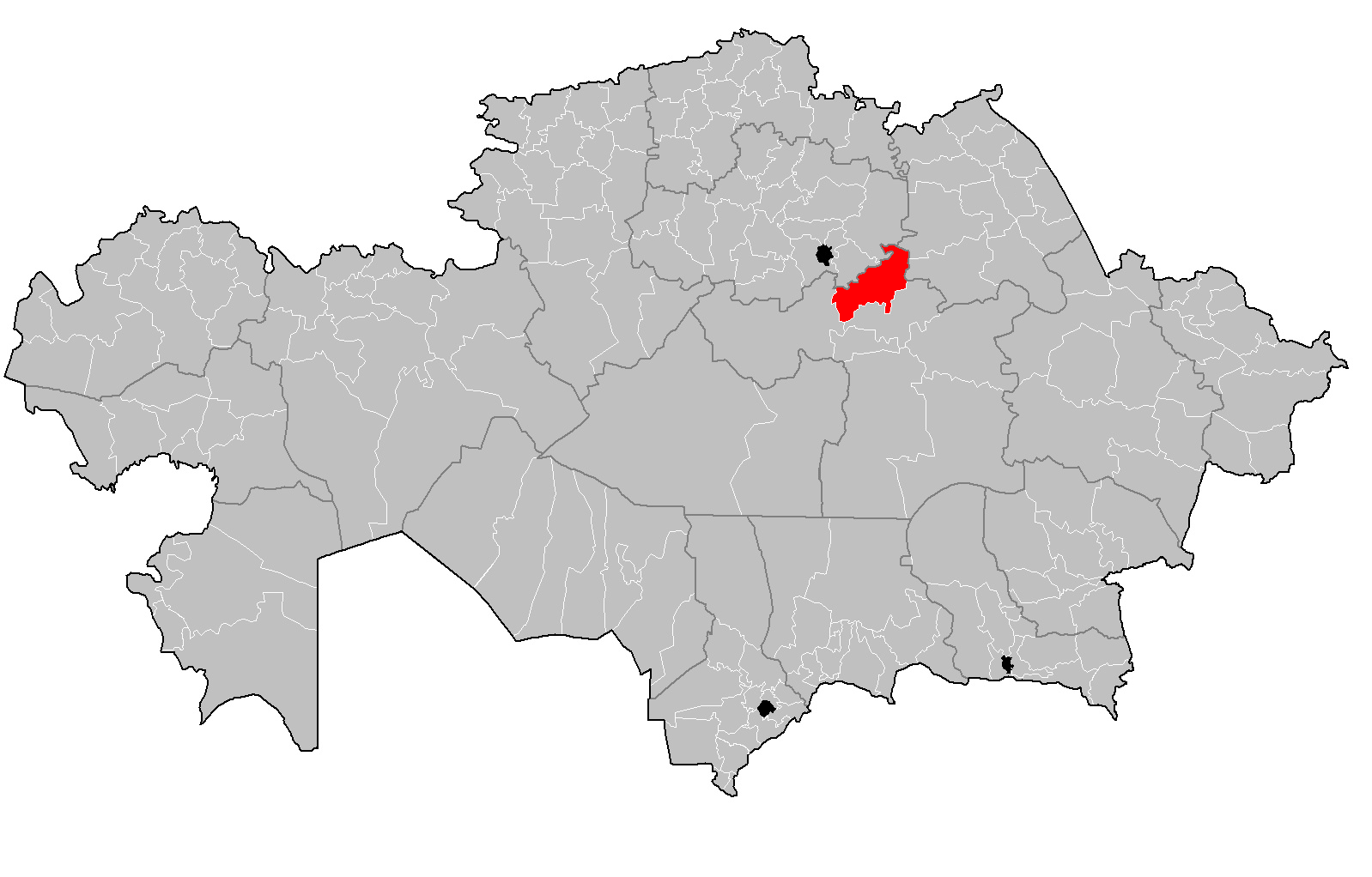

奥萨卡罗夫区是哈萨克斯坦的行政区，位于该国中部，由卡拉干达州负责管辖，首府设于奥萨卡罗夫卡，始建于1940年，面积11,200平方公里，2019年人口31,243。